# Баланташ
Клубе ді Футебул Уш Баланташ або Баланташ (порт. Clube de Futebol Os Balantas) — професіональний футбольний клуб з Гвінеї-Бісау, який базується в місті Маншоа.

## Історія
Офіційною датою створення команди вважається 1974 рік, коли була заснована Федерація футболу Гвінеї-Бісау, але клуб заснували 18 вересня 1946 року. «Баланташ» виграв свій перший трофей в сезоні 1959/60 років, ставши переможцем чемпіонату провінції Північна Гвінея, наступні два сезони клуб знову виграв цей турнір. Ставши найкращим клубом у Гвінеї, клуб вирушив до Португалії наприкінці сезону 1963 року. Він зіграв там 5 матчів (Лушітану, Спортінг (Брага), Фабріл, Академіка (Коїмбра) та Бежа) і всі програв. Станом на 1965 рік загалом виграв 5 чемпіонатів провінції Північна Гвінея та 3 чемпіонати країни. «Баланташ» став першим чемпіоном Гвінеї-Бісау після проголошення країною незалежності. Клуб на даний момент виграв три чемпіонати, але ніколи не вигравав національний кубок.

## Досягнення
- Національний чемпіонат Гвінеї-Бісау:
  -  Чемпіон (4): 1975, 2006, 2009, 2013
  -  Срібний призер (1): 2007, 2011

- Кубок Гвінеї-Бісау:
  -  Фіналіст (1): 2010

- Національний Суперкубок Гвінеї-Бісау з футболу:
  -  Володар (2): 2006, 2013
  -  Фіналіст (1): 2010

## Статистика виступів у національних турнірах
| Сезон   | Див. | Міс. | Іг. | В  | Н | П | ЗМ | ПМ | РМ  | О  | Кубок      | Примітки |
| ------- | ---- | ---- | --- | -- | - | - | -- | -- | --- | -- | ---------- | -------- |
| 2003/04 | 1    | 5    | 18  | 7  | 5 | 6 | 21 | 21 | 0   | 26 |            |          |
| 2004/05 | 1    | 4    | 21  | 10 | 6 | 5 | 27 | 16 | +11 | 36 |            |          |
| 2006    | 1    | 1    | 22  | 14 | 8 | 0 | 31 | 11 | 20  | 50 |            |          |
| 2009    | 1    | 1    |     |    |   |   |    |    |     |    |            |          |
| 2013    | 1    | 1    |     |    |   |   |    |    |     |    | 3-ій раунд |          |
| 2014    | 1    | 6    |     |    |   |   |    |    |     |    |            |          |

## Статистика виступів в континентальних турнірах
| Сезон | Турнір             | Раунд      | Клуб              | Вдома | На виїзді | Загальний |
| ----- | ------------------ | ---------- | ----------------- | ----- | --------- | --------- |
| 1976  | Ліга чемпіонів КАФ | 1          | Діараф            | 1-4   | 1-6       | 2-10      |
| 2007  | Ліга чемпіонів КАФ | Попередній | ЖС Кабілія        | 1-2   | 1-3       | 2-5       |
| 2010  | Ліга чемпіонів КАФ | Попередній | Діфаа Ель Джадіда | 0-0   | 0-3       | 0-3       |
| 2014  | Ліга чемпіонів КАФ | Попередній | Севе Спорт        | т.п.1 | т.п.1     | т.п.1     |

1- «Баланташ» покинув турнір.

## Відомі тренери
- Бакрі Санья (до 2014 року)
- Вілсон Боргеш Су  (2015)
- Ідрісса Мвінні (теп.час)